# Sentinel Mountain
Sentinel Mountain är ett berg i Kanada.   Det ligger i provinsen Alberta, i den centrala delen av landet, 3 000 km väster om huvudstaden Ottawa. Toppen på Sentinel Mountain är 2 358 meter över havet, eller 49 meter över den omgivande terrängen. Bredden vid basen är 0,37 km.
Terrängen runt Sentinel Mountain är bergig norrut, men söderut är den kuperad. Trakten runt Sentinel Mountain är nära nog obefolkad, med mindre än två invånare per kvadratkilometer.. Det finns inga samhällen i närheten. 
Trakten runt Sentinel Mountain består i huvudsak av gräsmarker.